# DSA-163
La DSA-163 es una carretera perteneciente a la Red Secundaria de la Diputación Provincial de Salamanca que une la  SA-102  con la Provincia de Ávila.
También pasa por las localidades de La Magdalena y El Tejado.

## Origen y Destino
La carretera  DSA-163  tiene su origen en Puente del Congosto en la intersección con la carretera  SA-102 , y termina en el Límite de la Provincia de Ávila, continuando por la carretera  AV-P-667  en El Tejado, formando parte de la Red de carreteras de Salamanca.